# ヘスス・マリア・ドゥニャベイティア
ベティ・ドゥニャベイティア(Beti Duñabeitia)ことヘスス・マリア・ドゥニャベイティア・ビダル（Jesús María Duñabeitia Vidal、1929年 - 2013年11月26日）は、スペイン・ビスカヤ県ビルバオ出身のバスク民族主義者、政治家、スポーツエグゼクティブ。

## 経歴
ドゥニャベイティアは1937年、ビルバオのサスピカレアク地区の商人一家に生まれた。父親のアルベルト・ドゥニャベイティア・モタは、RCDエスパニョールやアスレティック・ビルバオに所属したプロサッカー選手だった。父親の影響で、少年時代はバスク・ペロタやサッカーなど球技に熱中した。
1977年にはバスク民族主義党(PNV)の支持を得て、アスレティック・ビルバオ会長選挙に立候補して当選した。1982年まで同クラブの会長職を務めた。2019年時点では、ソシオ会員代表候補として当選した最後の会長である。ドゥニャベイティアの会長任期中、彼の指示で公的な場での掲示が永らく禁止されていたイクリニャ旗のエスタディオ・サン・マメスでの掲揚が、クラブ公式儀礼として復活した。また、会長退任後はスペインサッカー連盟の役員にも任命されている。
1983年にはバスク民族主義党の候補としてビルバオ市議会議員に当選。ホセ・ルイス・ロブレス市長によって社会福祉分野の責任者に任命され、ほどなくしてビルバオ水道共同事業体の理事にもなった。1987年にはビルバオ市議会議員に再当選した。
1990年にホセ・マリア・ゴロルド市長が辞任すると、バスク民族主義党・バスク社会党陣営のビルバオ市長候補となり、ビルバオ市長に選出された。
1991年スペイン地方自治体選挙には出馬しなかった。
2013年11月26日、長い闘病生活を経て84歳で亡くなった。